# Endoxocrinus
Endoxocrinus A.H. Clark, 1908 è un genere di echinodermi crinoidi della famiglia Isselicrinidae.

## Biologia
Sono organismi bentonici che vivono stabilmente ancorati al fondale marino, dove formano talora vere e proprie “praterie”. Se minacciati, possono troncare il peduncolo e riacquistare temporaneamente mobilità, utilizzando le braccia come propulsori.

## Distribuzione e habitat
Delle cinque specie che compongono il genere tre popolano le acque dell'oceano Atlantico (E. parrae, E. maclearanus, E. wyvillethomsoni) e due del Pacifico (E. alternicirrus, E. sibogae)

## Tassonomia
Il genere comprende le seguenti specie:
- Endoxocrinus alternicirrus (Carpenter, 1882)
- Endoxocrinus maclearanus (Thomson, 1872)
- Endoxocrinus parrae (Gervais in Guérin, 1835)
- Endoxocrinus sibogae Döderlein, 1907
- Endoxocrinus wyvillethomsoni (Jeffreys, 1870)